# 12 января
12 января — 12-й день года  по григорианскому календарю.
До конца года остаётся 353 дня (354 дня в високосные годы).
До 15 октября 1582 года — 12 января по юлианскому календарю, с 15 октября 1582 года — 12 января по григорианскому календарю.
В XX и XXI веках соответствует 30 декабря по юлианскому календарю.

## Праздники и памятные дни
См. также: Категория:Праздники 12 января

### Профессиональные
- Россия — День работника прокуратуры.

### Национальные
- Туркменистан — День Памяти Хатыра гюни (жертв битвы при Геок-Тепе, 1881 год).

### Религиозные

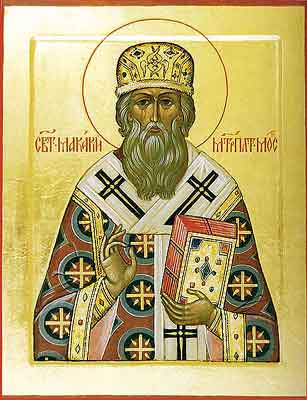
Святитель Макарий, митрополит Московский

Католицизм
 — Память Элреда Ривоского;
 — память Татьяны Римской;
 — память Бенедикта.
 Православие
 — Память святителя Макария, митрополита Московского (1563);
 — память мученицы Анисии Солунской (285—305);
 — память священномученика Зотика пресвитера, сиропитателя (IV);
 — память мученицы Марии Даниловой (1946);
 — память Тимона, диакона, апостола от 70 (I);
 — память мученика Филетера Никомидийского и иже с ним (311);
 — память преподобной Феодоры Кесарийской (VIII);
 — память преподобной Феодоры Цареградской (940).

### Именины
- Православные: Анисия, Антоний, Даниил, Зотик, Ирина, Лев, Макарий, Мария, Тимон, Феодора, Феодосия, Филетер.
- Католические: Бенедикт, Татьяна, Элред.

## События
См. также: Категория:События 12 января

### До XIX века
- 930 — начало разграбления Мекки вождём карматов Абу Тахиром.
- 1738 — в Петербурге танцмейстер Жан-Батист Ланде принят на службу ко двору императрицы Анны Иоанновны и занялся «обучением танцеванию театральному» (дата начала начисления платы за службу 1 января по старому стилю)[8].
- 1780 — в Цюрихе начала выходить газета «Цюрхер Цайтунг» (нем. Zurcher Zeitung).

### XIX век
- 1816 — правительство Франции издало указ о вечном изгнании семьи Бонапарта из страны.
- 1842 — гибель последних участников отступления армии Эльфинстона из Кабула.
- 1848 — начало революции против Фердинанда II, короля Двух Сицилий.
- 1879 — началась война между британскими колонистами в Южной Африке и местными племенами зулусов.

### XX век
- 1919 — в Берлине подавлено Восстание Спартакистов.
- 1932 — Хэтти Кэрэуэй, демократ из Арканзаса, стала первой женщиной-сенатором.
- 1936 — день открытия добровольного спортивного общества «Локомотив».
- 1943 — началась операция «Искра», в результате которой была прорвана Ленинградская блокада.
- 1945 — Советский Союз начал полномасштабное наступление против нацистской Германии в Восточной Европе.
- 1950 — СССР вновь ввёл смертную казнь за измену, шпионаж и саботаж.
- 1954 — королева Елизавета II открыла специальную сессию парламента Новой Зеландии — впервые в истории за пределами Великобритании.
- 1964 — всего через месяц после получения независимости Занзибаром правящая Занзибарская национальная партия была отстранена от власти в результате государственного переворота.
- 1967 — впервые крионирован человек, им стал Джеймс Бедфорд.
- 1970 — реактивный самолёт Boeing 747 Jumbo прибыл в лондонский аэропорт «Хитроу» после первого испытательного полёта из Нью-Йорка.
- 1974 — Ливия и Тунис объявили об объединении и создании Арабской Исламской Республики.
- 1991 — обе палаты Конгресса США разрешили президенту Джорджу Бушу использовать силу для прекращения агрессии Ирака в Кувейте.
- 1991 — обретение мощей преподобного Серафима Саровского.
- 1998 — подписан протокол о запрете клонирования человека.
- 1999 — отстранённый от власти малийский президент Муса Траоре и его жена были приговорены к смертной казни за крупные хищения.

### XXI век
- 2004 — крупнейшее в мире круизное судно Queen Mary 2 совершило своё первое плавание через Атлантический океан.
- 2005 — с мыса Канаверал запущен космический аппарат Deep Impact.
- 2009 — у берегов индонезийского острова Сулавеси затонул паром «Тератей Прима», погибли более двухсот человек.
- 2010 — землетрясение на острове Гаити, одно из крупнейших в мировой истории по количеству жертв, количество погибших оценивается от 100 до 320 тыс. человек, наиболее традиционная оценка — около 220 тыс. человек.
- 2021 — остановлена работа плагина Flash Player.

## Родились
См. также: Категория:Родившиеся 12 января

### До XIX века
- 1580 — Ян Баптиста ван Гельмонт (ум. 1644), бельгийский химик, физиолог, врач, теософ-мистик и алхимик; изобрёл слово газ, ввёл точки таяния льда и кипения воды в качестве стандартов температуры.
- 1591 — Хосе де Рибера (ум. 1652), испанский живописец и график эпохи барокко.
- 1628 — Шарль Перро (ум. 1703), французский поэт и писатель-сказочник («Кот в сапогах», «Золушка», «Синяя борода» и др.).
- 1746 — Иоганн Генрих Песталоцци (ум. 1827), швейцарский педагог.
- 1754 — Василий Зуев (ум. 1794), русский учёный-биолог, путешественник, академик.
- 1758 — князь Дмитрий Горчаков (ум. 1824), русский поэт-сатирик и драматург.
- 1772 — Михаил Сперанский (ум. 1839), российский государственный деятель, реформатор, законотворец.
- 1800 — Эжен Луи Лами (ум. 1890), французский живописец.

### XIX век
- 1816 — Уиллис Горман (ум. 1876), американский политик и военный, участник Гражданской войны.
- 1833 — Карл Евгений Дюринг (ум. 1921), немецкий философ, социолог, экономист.
- 1856 — Джон Сарджент (ум. 1925), американский живописец.
- 1863 — Вивекананда (при рожд. Нарендранатх Датта; ум. 1902), индийский философ и общественный деятель.
- 1873 — Спиридон Луис (ум. 1940), греческий легкоатлет, первый олимпийский чемпион в марафонском беге (1896).
- 1876
  - Джек Лондон (при рожд. Джон Гриффит Чейни; ум. 1916), американский писатель («Белый Клык», «Зов предков» и др.).
  - Мустафа Февзи Чакмак (ум. 1950), турецкий полководец, в 1921—1922 гг. премьер-министр Турции.
- 1893
  - Герман Геринг (покончил с собой в 1946), глава немецких ВВС в период Второй мировой войны.
  - Михаил Гуревич (ум. 1976), советский авиаконструктор, Герой Социалистического Труда.
  - Альфред Розенберг (казнён в 1946), немецкий политик, один из идеологов нацизма.
- 1895 — Виктор Виноградов (ум. 1969), советский лингвист-русист, литературовед, академик АН СССР.
- 1899 — Пауль Герман Мюллер (ум. 1965), швейцарский химик, нобелевский лауреат по физиологии или медицине (1948).

### XX век
- 1901 — Курт Йосс (ум. 1979), немецкий артист балета, балетмейстер, педагог.
- 1905 — Нихаль Атсыз (ум. 1975), турецкий писатель, крупнейший идеолог и теоретик пантюркизма.
- 1908 — Жан Деланнуа (ум. 2008), французский кинорежиссёр, актёр, сценарист и продюсер.
- 1907 — Сергей Королёв (ум. 1966), советский учёный, конструктор, основоположник практической космонавтики.
- 1910 — Луиза Райнер (ум. 2014), австрийско-американская актриса, на момент смерти самый пожилой лауреат «Оскара».
- 1912 — Динмухамед Кунаев (ум. 1993), первый секретарь ЦК Компартии Казахстана (1960—1962, 1964—1986).
- 1913 — Прасковья Анге́лина (ум. 1959), советская ударница производства, участница стахановского движения.
- 1915 — Вадим Шефнер (ум. 2002), советский поэт, прозаик, переводчик, писатель-фантаст, журналист.
- 1916 — Джей Макшенн (ум. 2016), американский джазовый и блюзовый пианист, вокалист, композитор, бэнд-лидер.
- 1917 — Махариши Махеш Йоги (ум. 2008), индийский философ, основатель теории трансцендентальной медитации.
- 1920 — Семён Лунгин (ум. 1996), советский и российский драматург и сценарист
- 1929
  - Аласдер Макинтайр (ум. 2025), один из ведущих представителей американской политической философии и этики, в частности направления коммунитаризма.
  - Николай Мащенко (ум. 2013), советский и украинский кинорежиссёр.
- 1931 — Георгий Семёнов (ум. 1992), русский советский писатель-прозаик.
- 1933
  - Лилиана Кавани, итальянский кинорежиссёр и сценаристка.
  - Борис Химичев (ум. 2014), советский и российский актёр театра и кино, народный артист РФ.
- 1936 — Раймонд Паулс, советский и латвийский композитор, дирижёр, пианист, народный артист СССР, в 1988—1993 гг. министр культуры Латвии.
- 1937 — Михаил Месхи (ум. 1991), советский футболист, чемпион Европы (1960).
- 1941 — Владимир Мулявин (ум. 2003), белорусский музыкант, автор песен, основатель ВИА «Песняры», народный артист СССР.
- 1944
  - Властимил Горт (ум. 2025), чехословацкий и немецкий шахматист, гроссмейстер (1965).
  - Виктория Постникова, советская и российская пианистка, народная артистка РФ.
  - Джо Фрейзер (ум. 2011), американский боксёр-профессионал, олимпийский чемпион (1964), абсолютный чемпион мира.
- 1949
  - Харуки Мураками, японский писатель и переводчик.
  - Оттмар Хитцфельд, немецкий футболист и тренер.
- 1954 — Говард Стерн, американский теле- и радиоведущий, юморист, автор книг.
- 1956 — Николай Носков, советский и российский музыкант, певец, композитор.
- 1957 — Джон Лассетер,  американский аниматор и режиссёр, один из основателей студии Pixar.
- 1958 — Александр Починок (ум. 2014), российский экономист, государственный деятель.
- 1959 
  - Бликса Баргельд (наст. имя Кристиан Эммерих), немецкий певец, гитарист, актёр и автор песен, основатель  группы «Einstürzende Neubauten».
  - Пер Гессле, шведский музыкант, композитор, автор песен и вокалист групп «Gyllene Tider», «Roxette» и др.
- 1962 
  - Сергей Минаев, советский и российский певец, музыкант, диск-жокей, телеведущий.
  - Гунде Сван, шведский лыжник, 4-кратный олимпийский чемпион, 7-кратный чемпион мира.
- 1965
  - Марина Киль, немецкая горнолыжница, олимпийская чемпионка (1988).
  - Роб Зомби (при рожд. Роберт Бартле Каммингс), американский кинорежиссёр, сценарист и рок-музыкант.
- 1966 — Оливье Мартинес, французский актёр кино и телевидения, лауреат премии «Сезар».
- 1967 — Рената Литвинова, советская и российская актриса театра и кино, кинорежиссёр, сценарист, телеведущая.
- 1968 — Хизер Миллс, английская модель, благотворительница, бывшая жена Пола Маккартни.
- 1969 — Роберт Просинечки, югославский и хорватский футболист и тренер.
- 1971 — Алёна Хмельницкая, российская актриса театра и кино, телеведущая.
- 1973 — Ханде Йенер, турецкая певица.
- 1974
  - Константин Ивлев, российский шеф-повар, ресторатор, телеведущий.
  - Мелани Си (наст. имя Мелани Джейн Чисхолм), британская певица, автор песен, бывшая участница группы «Spice Girls».
- 1979 — Мариан Госса, словацкий хоккеист, трёхкратный обладатель Кубка Стэнли.
- 1988 — Клод Жиру, канадский хоккеист, чемпион мира (2015).
- 1992 — Ийво Нисканен, финский лыжник, трёхкратный олимпийский чемпион.

## Скончались
См. также: Категория:Умершие 12 января

### До XIX века
- 1519 — Максимилиан I (р. 1459), король Германии (с 1486), император Священной Римской империи (с 1508).
- 1665 — Пьер Ферма (р. 1601), французский математик, создатель аналитической геометрии и теории чисел.
- 1674 — Джакомо Кариссими (р. 1605), итальянский композитор.
- 1705 — Лука Джордано (р. 1632), живописец итальянской (неаполитанской) школы.
- 1765 — Иоганн Мельхиор Мольтер (р. 1696), немецкий композитор и скрипач эпохи барокко и раннего классицизма.
- 1794 — Георг Форстер (р. 1754), немецкий писатель, этнограф, политик и путешественник.

### XIX век
- 1833 — Мари Карем (р. 1784), французский кулинар, придворный повар Талейрана и Александра I.
- 1842 — Вильельм Траугот Круг (р. 1770), немецкий философ.
- 1854 — Николай Райко (р. 1794), российский офицер.
- 1856 — Людовит Штур (р. 1815), словацкий литератор, автор стандартов современного словацкого языка.
- 1877 — Вильгельм Гофмейстер (р. 1824), немецкий ботаник, один из создателей эмбриологии растений.
- 1897 — Айзек Питман (р. 1813), британский учёный и религиозный деятель, создатель одной из наиболее распространённой системы стенографии.
- 1899 — Адольф Зильберштейн (р. 1845), венгеро-немецкий писатель, журналист, художественный критик.

### XX век

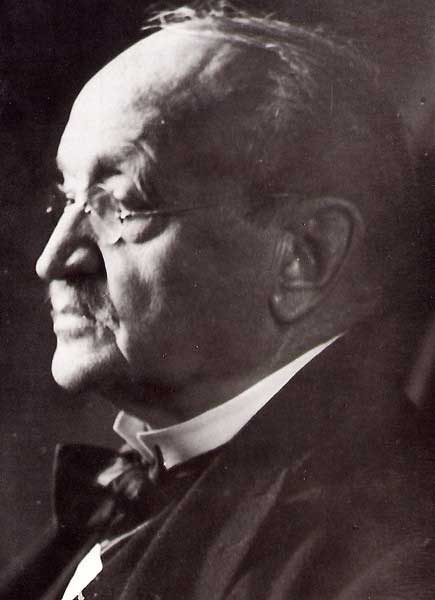
Больдини

- 1909 — Герман Минковский (р. 1864), немецкий математик.
- 1931 — Джованни Больдини (р. 1842), итальянский живописец, мастер портрета.
- 1937 — Аполлон Коринфский (р. 1868), русский поэт, журналист, писатель, переводчик.
- 1940 — Николай Струнников (р. 1886), первый российский чемпион мира и Европы по конькобежному спорту (1910, 1911).
- 1942 — Владимир Петляков (р. 1891), советский авиаконструктор, создатель бомбардировщиков Пе-8 и Пе-2.
- 1948 — убит Соломон Михоэлс (р. 1890), театральный режиссёр и актёр, народный артист СССР.
- 1951 — Жак де Баронселли (р. 1881), французский кинорежиссёр, сценарист и продюсер, барон.
- 1963 — Рамон Гомес де ла Серна (р. 1888), испанский писатель, драматург, агитатор-авангардист.
- 1968 — Александр Ивановский (р. 1881), русский советский режиссёр театра и кино, киносценарист, либреттист.
- 1976 — Агата Кристи (р. 1890), английская писательница, автор детективов.
- 1977 — Анри-Жорж Клузо (р. 1907), французский кинорежиссёр и сценарист, мастер триллера.
- 1978 — Деодат Роше[фр.] (р. 1877), французский историк катаризма, антропософ, философ.
- 1979 — Александр Столпер (р. 1907), советский кинорежиссёр, сценарист.
- 1980 — Финн Ронне (р. 1899), американский полярный исследователь норвежского происхождения.
- 1981 — Герц Цомык (р. 1914), виолончелист, заслуженный артист РСФСР.
- 1986 — Марсель Арлан (р. 1899), французский писатель и критик.
- 1990 — Лоуренс Джонстон Питер (р. 1919), канадский преподаватель, автор знаменитой книги «Принцип Питера».
- 1991 — Васко Пратолини (р. 1913), итальянский писатель-неореалист, антифашист.
- 1993 — Ольга Власова (р. 1906), актриса оперетты, театральный педагог, народная артистка РСФСР.
- 1994
  - Нора Бумбиере (р. 1947), советская и латвийская эстрадная певица.
  - убит Олег Коротаев (р. 1949), советский боксёр, трёхкратный чемпион СССР, призёр чемпионатов Европы и мира, криминальный авторитет.
- 1997 — Чарльз Хаггинс (р. 1901), американский хирург, онколог, основатель гормонотерапии, нобелевский лауреат (1966).
- 2000 — Евгений Глебов (р. 1929), белорусский композитор, дирижёр, педагог, народный артист СССР.

### XXI век
- 2001
  - Уильям Хьюлетт (р. 1913), американский инженер, соучредитель компании Hewlett Packard.
  - Адемар Феррейра да Силва (р. 1927), бразильский легкоатлет (тройной прыжок), дважды олимпийский чемпион (1952, 1956).
- 2003
  - Леопольдо Галтьери (р. 1926), президент Аргентины (1981—1982), генерал, инициатор Фолклендской войны.
  - Морис Гибб (р. 1949), британский музыкант, основатель и участник группы Bee Gees.
- 2004 — Ольга Ладыженская (р. 1922), советский и российский математик, академик АН СССР.
- 2007 — Нора Иванова (р. 1943), русская певица, солистка театра «Ромэн», Ленинградского Мюзик-Холла, оркестра Л. Утёсова.
- 2008 — погиб Геннадий Бачинский (р. 1971), российский теле- и радиоведущий.
- 2009 — Клод Берри (р. 1934), французский актёр, кинорежиссёр, сценарист и продюсер.
- 2015 — Елена Образцова (р. 1939), русская оперная певица, народная артистка СССР.
- 2017 — Уильям Блэтти (р. 1928), американский писатель, сценарист и кинорежиссёр.
- 2023 
  - Валентина Лутаева (р. 1956), советская гандболистка, олимпийская чемпионка (1980).
  - Лиза Мари Пресли (р. 1968), американская певица, дочь Элвиса Пресли.
- 2025 — Зоя Пыльнова (р. 1947), советская актриса.

## Народный календарь, приметы и фольклор Руси
Онисья Порезуха. Анисия Желудочница.
- Помогает тем, кто желудком мается.
- В старину на Анисью крестьяне варили свиные желудки и резали гусей.
- Анисьи зимние.
- «Гость, гостинек, взойди на порог». Перед гостем на стол — и грибы, и разносол, и варево из печи на стол мечи.
- На Анисью по свиной печени и селезёнке гадали о зиме, — холодная ли, долгая ли будет: коли селезёнка ровная и гладкая, то ожидай зиму суровую; толстая печень означает, что стужи начнутся с середины зимы.
- Страшной вечер — оберегаться нужно от нечистой силы, которая в этот день ожесточается[9][10].